# Kuru (enfermedad)
El kuru (temblar de miedo) es una enfermedad neurodegenerativa e infecciosa causada por un prion (partícula formada por una proteína priónica alterada del tejido cerebral). La palabra kuru significa en lengua aborigen 'temblor, con fiebre y frío', uno de los signos que manifiestan los afectados por dicha enfermedad. Fue inicialmente descrita a comienzos del siglo XX en Nueva Guinea, y comenzó a investigarse de manera científica en la década de los 50.
Su desarrollo es lento, y el período de incubación puede durar hasta 30 años. Una vez que se manifiestan sus síntomas resulta letal, y los pacientes fallecen en el plazo máximo de un año. Sin embargo, el desarrollo normal de la enfermedad suele tomar solo entre tres y seis meses, falleciendo la inmensa mayoría de los pacientes en el curso del tercer mes.
Inicialmente se pensó que era una enfermedad hereditaria, ya que afectaba a los miembros de una tribu nativa de Nueva Guinea. Sin embargo, tras las investigaciones de D. Carleton Gajdusek, se demostró que en realidad estaba causada por un prion (que no es estrictamente un agente infeccioso, aunque sí transmisible), transmitido por la ingestión de tejidos cerebrales de personas difuntas con la intención de adquirir la sabiduría durante los ritos funerarios. Gajdusek descubrió que lo que se transmitía en realidad era un agente infeccioso que denominó «virus lento», y que posteriormente Stanley B. Prusiner llamó un prion.

## Síntomas
El kuru causa cambios fisiológicos y neurológicos que conducen a la muerte. Se caracteriza por ataxia cerebral progresiva, o la pérdida de coordinación y control de los músculos. 
La etapa preclínica o asintomática (o conocida también como periodo de incubación), tiene un promedio de duración de 10-13 años, pero puede ser así de corta como 5 y estimada a durar incluso hasta 50 años o más después de la primera exposición. 
La etapa clínica dura una media de 12 meses. La progresión clínica del kuru está dividida en tres fases específicas: ambulante, sedentaria y terminal.
Fase 1: El individuo presenta una postura inestable, además de temblores, problemas de coordinación y disartria (dificultad en pronunciar palabras). 
Se le denomina fase ambulante, puesto que el individuo puede caminar (aunque con dificultad) a pesar de los síntomas. 
Fase 2: Comienza cuando el individuo ya no puede caminar sin apoyo. Sufre ataxia y temblores severos. Además, el individuo exhibirá episodios maníacos de risa que no podrá controlar y otros momentos de inestabilidad emocional y depresión. Los reflejos tendinosos aún siguen intactos.
Fase 3: Los síntomas del individuo progresan al punto en que no podrá sentarse sin apoyo. Surgen nuevos síntomas como la disfagia (dificultad al tragar), que puede conducir a una desnutrición severa. Puede también perder la habilidad o deseo de hablar y la capacidad de generar respuestas al ambiente aunque mantenga la consciencia. Durante la última etapa de esta fase, los pacientes comúnmente desarrollan úlceras crónicas que se infectan con facilidad.
Una persona infectada usualmente muere en los primeros tres meses a dos años después de la primera fase. Suele ocurrir por neumonía o una infección.

## Causas
El kuru se transmitió principalmente entre los aborígenes de la tribu Fore (Papúa Nueva Guinea), quienes consumían los restos de sus difuntos de forma ritual, lo que simbolizaba el duelo y respeto hacia ellos. Ya que el cerebro contenía el prion, las mujeres y niños (que consumían esta parte y demás vísceras principalmente por tradición) eran los más afectados en comparación con los hombres de la tribu, que se alimentaban de los músculos. 

### Prion
El agente es una proteína llamada prion (PrP) que se encuentra doblada erróneamente. Las dos modalidades priónicas se designan como PrPc (normal) y PrPsc (afectada, conduce a la enfermedad). Ambas formas no difieren en su configuración aminoácida (estructura primaria), sino en la secundaria y terciaria. La forma PrPsc posee una concentración mayor de láminas beta, mientras que PrPc es rica en alfa hélices. La conformación distinta del prion le confiere una resistencia alta a la degradación proteica por enzimas (u otros medios físicos o químicos), mientras que la proteína normal es susceptible a proteólisis y es soluble en detergentes no desnaturalizantes.
Se ha sugerido que el prion puede promover la transformación de la proteína normal en otro prion, que a su vez infecta otro. Esta reacción en cadena hipotética explicaría su propagación rápida.

### Transmisión
En 1961, el australiano Michael Alpers condujo un campo de estudio extensivo de los Fore acompañado de la antropóloga Shirley Lindenbaum. Los resultados de la investigación apuntaron que la epidemia pudo haberse originado alrededor del año 1900 de un individuo que vivía en la periferia del territorio Fore que se cree que desarrolló espontáneamente alguna variación de Creutzfedlt-Jakob. La investigación de Alpers y Lindenbaum concluyó que el kuru se propagó con relativa facilidad debido a sus prácticas endocanibalísticas. Los cadáveres de los familiares muertos eran desenterrados después de días, infestados con gusanos, que eran servidos junto a los cuerpos descuartizados en un banquete funerario caníbal. 
La distribución demográfica de la infección sustentaron sus conclusiones. La enfermedad se encontró principalmente en las mujeres y niños. Los hombres de la tribu no consumían (aunque sea, no mucha) carne por su pensamiento que se debilitarían en tiempo de guerra, mientras que las mujeres y niños eran más aptos para consumir los cuerpos, incluyendo el cerebro, donde se concentraba el prion. Existe además la posibilidad que estos últimos se infectaban porque suyo era el trabajo de cortar y limpiar los cuerpos, donde estaba la posibilidad de tener heridas en sus manos, y cocinarlos.
El canibalismo quedó eliminado por las leyes coloniales australianas y los misioneros y el kuru empezó a declinar. Las fuentes debaten sobre el deceso del último infectado, que se piensa que murió alrededor de 2005 o 2009.[cita requerida]